# Alyce McCormick
Alyce McCormick (Chicago, 13 gennaio 1904 – Hollywood, 7 gennaio 1932) è stata un'attrice statunitense.

## Biografia
Figlia di Frank McCormick e di Lucy Kirk, aderenti all'Esercito della Salvezza, le capitò spesso di cantare e suonare per le strade di Omaha, dove la famiglia si era trasferita. Qui vinse nel 1923 un concorso di bellezza e fu ingaggiata nel coro della Ziegfeld Follies a New York.
Col nome di Joy Auburn recitò il suo primo film, Smile, Brother, Smile, nel 1927, nel quale ebbe una parte di comprimaria, come nei successivi, il più importante dei quali fu Reno (1930), di George Crone, con Ruth Roland. Morì prematuramente di polmonite il 7 gennaio 1932, e fu sepolta nell'Hollywood Forever Cemetery.

## Filmografia
- Smile, Brother, Smile (1927)
- The Terrible People (1928)
- Solo un po' d'amore (1928)
- The Terrible People, regia di Spencer Gordon Bennet (1928)
- Honk Your Horn (1930)
- Reno (1930)
- Men on Call (1930)
- The Foolish Forties (1931)